# Fritz Köllner

Fritz Köllner (um 1939)

Fritz Köllner (* 5. Mai 1904 in Karlsbad, Böhmen; † 8. November 1986 in Taufkirchen bei München) war ein deutschböhmischer Politiker. Er gehörte zunächst der Sudetendeutschen Partei (SdP) und später der Nationalsozialistischen Deutschem Arbeiterpartei (NSDAP) an. 
Fritz Köllner war von 1935 bis 1938 Abgeordneter der SdP im tschechoslowakischen Parlament.

## Leben und Wirken
Nach dem Besuch der Volksschule und der Untermittelschule in Karlsbad legte Köllner die Reifeprüfung an der Handelsakademie ab. In den 1920er Jahren betätigte er sich als Ortsgruppen- und Kreisleiter im sudetendeutschen Wandervogel in führender Weise in der völkischen Jugendbewegung. Von 1924 bis 1925 gehörte er dem tschechoslowakischen Heer an. Anschließend arbeitete er als Bankbeamter in Reichenberg und ab 1927 bei der Zentrale der Landesbank in Prag. Dort übernahm er die Stellung eines Vertrauensmannes der Beamtenschaft und wurde Mitglied des Zentralvorstandes des Bankbeamtenverbandes. Im deutschen Männerturnverein in Prag war Köllner Vorturner und Dietwart. Von 1928 bis 1932 studierte Köllner als Werkstudent an der Universität in Prag, wo er 1932 zum Doktor der Rechtswissenschaften promovierte.
Ab 1930 gehörte er dem Kameradschaftsbund für gesellschaftswissenschaftliche Bildung an. Am 1. Oktober 1933 wurde Köllner von Konrad Henlein mit dem organisatorischen Aufbau der Sudetendeutschen Heimatfront (SHF) beauftragt. Anschließend fungierte er als Organisationsleiter der SHF beziehungsweise der Sudetendeutschen Partei (SdP) im Führungsrat. Vom 4. Januar 1934 bis zum 16. Februar 1934 befand sich Köllner in Untersuchungshaft wegen des Verdachts staatsfeindlicher Tätigkeit. Ab 19. Mai 1935 war er Abgeordneter der SdP im tschechoslowakischen Parlament.
Im September 1938 emigrierte er ins Deutsche Reich. Dort wurde er Mitte September 1938 Führer der Gruppe Schlesien des Sudetendeutschen Freikorps. Am 1. Oktober 1938 beauftragte ihn Konrad Henlein mit der Vorbereitung der Verschmelzung der SDP mit der NSDAP. Am 1. November 1938 trat er der NSDAP mit der Mitgliedsnummer 6.600.840 bei.
Ab dem 5. November 1938 war er Organisationsleiter des NSDAP-Sudetengaus. Anlässlich der am 4. Dezember 1938 stattfindenden Ergänzungswahl zu dem im Frühjahr 1938 gewählten Reichstag wurde Fritz Köllner als Vertreter der Sudetengebiete Abgeordneter des Reichstages und blieb dies bis Kriegsende. Im Wirtschaftsgebiet Sudetenland wurde Fritz Köllner im Februar 1939 Treuhänder der Arbeit und bekleidete diese Funktion bis Kriegsende. Von Ende März 1939 bis Anfang März 1940 war Köllner stellvertretender Gauleiter des Reichsgaues Sudetenland. In der Sturmabteilung (SA) erreichte Fritz Köllner den Rang eines Brigadeführers. Ab Juli 1940 leistete er im Zweiten Weltkrieg Militärdienst bei der Wehrmacht, zuletzt im Rang eines Hauptmanns.
Nach Ende des Zweiten Weltkrieges im Mai 1945 wurde er festgenommen. Im Februar 1947 wurde er in Prag zu 25 Jahren Haft verurteilt. Danach musste er Zwangsarbeit im Uranbergbau in Joachimstal verrichten. Im Jahr 1955 wurde er amnestiert und in die Bundesrepublik Deutschland ausgewiesen.
Fritz Köllner arbeite fortan im Bayerischen Arbeitsministerium und wurde dort zum Oberregierungsrat befördert. Beim Witikobund gehörte er dem Vorstand an. Er gab als Zeitzeuge Auskunft.
Fritz Köllner soll durch den tschechoslowakischen Staatssicherheitsdienst als geheimer Mitarbeiter angeworben worden sein und für diesen auch gearbeitet haben, wie aus einer im Herbst 2001 aufgetauchten Liste mit Namen von ehemaligen 15 NS-Funktionsträgern hervorgeht.
Verheiratet war er mit Anna, der geschiedenen Frau des ehemaligen SdP-Politikers Karl Hermann Frank.